# Khanapur, Bhalki
Khanapur là một làng thuộc tehsil Bhalki, huyện Bidar, bang Karnataka, Ấn Độ.